# Strassmannita
La strassmannita és un mineral de la classe dels sulfats. Rep el nom per Friedrich Wilhelm (Fritz) Straβmann (22 de febrer de 1902, Boppard, imperi alemany - 22 d'abril de 1980, Mainz, Alemanya Occidental), químic que va treballar amb Otto Hahn i Lise Meitner en el descobriment de la fissió nuclear d'urani el 1938. Va ser director de l'Institut de Química Max Planck i més tard va fundar l'Institut de Química Nuclear. El 1989, la Unió Astronòmica Internacional va nomenar un asteroide per a ell, el 19136 Straβmann.
Fins al mes de desembre de 2023 s'anomenava straβmannita, després d'una resolució de l'Associació Mineralògica Internacional que tenia com a objectiu racionalitzar la nomenclatura mineralògica eliminant les lletres gregues, així com els números àrabs i romans dels noms minerals.

## Característiques
La strassmannita és un sulfat de fórmula química Al(UO₂)(SO₄)₂F·16H₂O. Va ser aprovada com a espècie vàlida per l'Associació Mineralògica Internacional l'any 2017, sent publicada per primera vegada el 2019. Cristal·litza en el sistema monoclínic. La seva duresa a l'escala de Mohs és 1,5.
Els exemplars que van servir per a determinar l'espècie, el que es coneix com a material tipus, es troben conservats a les col·leccions mineralògiques del Museu d'Història Natural del Comtat de Los Angeles, a Los Angeles (Califòrnia) amb els números de catàleg: 67264 (Green Lizard), 67265 (Green Lizard), 67266 (Markey) i 67267 (Markey) (cotipus).

## Formació i jaciments
Va ser descrita a partir de mostres de dues mines properes, les mines Markey i Green Lizard, ambdues al Red Canyon del comtat de San Juan (Utah, Estats Units). També ha estat descrita a la mina Widowmaker, al White Canyon, també al comtat de San Juan, i a la mina Uranus, a la localitat de Kleinrückerswalde, a l'estat de Saxònia (Alemanya).